# René Braxmeyer
René Augustin André Braxmeyer (Le Havre, 25 mai 1896 - Toulon, 11 novembre 1983) était un officier de marine et aviateur français.

## Distinctions
- Chevalier de la Légion d'honneur[2].